# 십이국기
《십이국기》(十二国記 주니코쿠키[*])는 오노 후유미의 원작 소설과 이를 바탕으로 제작된 애니메이션이다.

## 세계관
자세한 사항은 12국 목록참조
십이국기에는 산해경에 등장할 법한 신선이나 요괴가 등장하며 타이틀대로 열 두 개의 국가가 존재한다. 문화, 정치형태는 고대 중국(특히 주나라)와 비슷하며 봉건제도의 성격을 띄고 있다. 하지만 왕위는 세습되지 않으며 12국에 각각 기린이 천의(天意)에 따라 고른 왕에 의해 다스려진다. 왕은 제후를 임명하여 각 지역을 다스리게 하며, 왕이나 고위 관리, 신선 등은 선적(仙籍)에 그 이름이 올라 불로장생 하게 된다. 그러나 이것이 영원불멸한 삶을 산다는 것은 아니고 동기(冬器)로 목을 베거나 몸통을 둘로 나누면 죽게 된다. 또는 국왕이 폭정 혹은 도의에 어긋난 정치를 행하면 기린은 실도(失道)의 병에 걸려 죽게 되며 기린이 죽으면 왕 또한 1년을 넘기지 못하고 죽게 된다. 작품 속에서는 이러한 왕과 왕을 선택한 기린, 그리고 천의란 무엇인가를 시리즈의 큰 주제로 그리고 있다. 특히 여러 나라의 왕들과 많은 인물들의 이야기가 복잡하게 등장하면서 다양한 군상의 캐릭터와 그 내면 세계를 담아내고 있다.
사이드 스토리로 맨 처음 집필된 《마성의 아이》는 식에 의해 교차하는 이 세계가, 우리가 사는 현실 세계에 개입했을 때의 공포를 공포 소설로 그리고 있고, 달콤한 이세계(異世界)의 환상에 어울리지 않는 세계관을 제시하고 있다

## 등장인물
자세한 사항은 12국기의 등장인물참조
시리즈 전체에 걸쳐 등장하는 주인공은 없으나 각 작품의 주인공들은 시대를 초월하여 관계를 맺거나, 어떤 작품의 주인공이 다른 작품에 협력적인 관계로 등장하기도 한다. 아래는 작품별 주인공과 협력관계로 등장한 다른 작품의 주인공을 나타낸다.
- 《마성의 아이》 : 타이키 코우리 ･･･ 쇼류(이름만) 등장
- 《달의 그림자 그림자의 바다》 :경왕 세키시 ･･･ 쇼류 등장, 코우리(이름만) 등장
- 《바람의 바다 미궁의 기슭》 :타이키 코우리 ･･･ 쇼류 등장
- 《동의 해신 서의 창해》 :연왕 쇼류
- 《바람의 만리 여명의 하늘》 :경왕 세키시 ･･･ 쇼류, 슈쇼우 등장
- 《도남의 날개》 :  공왕 슈쇼우
- 《황혼의 물가 새벽의 하늘》 :리사이 ･･･ 코우리, 세키시, 쇼류 등장
- 《화서의 유몽》: 경왕 세키시, 쇼류, 타이키 코우리 등장

## TV 애니메이션
맨 처음에는 39화로 기획되었으나 2003년 3월에 2시리즈 방영이 발표되었다. 그러나 45화로 일단락 지어졌으며 NHK는 원작이 미완결임을 이유로 캐릭터를 생생하게 그려나갈 수 없기 때문에 속편 제작 계획은 없다고 밝혔다. 하지만 각본가인 아이카와 쇼가 집필한 애니메이션 각본집에 의하면 원래 2 시리즈는 《동의 해신 서의 창해》에 이어 《도남의 날개》, 《황혼의 물가 새벽의 하늘》까지 제작하여 애이메이션 자체에서 결말을 지을 구성이었다고 한다.

### 원작과 애니메이션의 차이점
기본적인 내용은 원작을 충실히 따르고 있으나 소설과 애니메이션 판의 표현방법이 다르다보니 일부분이 바뀌거나 오리지널 요소가 추가되었다.
애니메이션 각본집에 의하면 스토리 상 원작과 애니메이션의 가장 큰 차이점인 《달의 그림자 그림자의 바다》의 모험 부분에서 십이국에 건너온 사람이 한 명이 아닌 세 사람인 것은, 원작자가 소설을 발표하기 전에 구상한 것에서 가져왔기 때문이라고 한다. 그러나 원작에 등장하지 않는 고유명사는 전부 원작자에 의해 결정되었다고 한다. 이 외에도 각본을 작성 할 때 《황혼의 물가 새벽의 하늘》이 아직 발표되기 전이었기 때문에, 애니메이션에서 처음으로 밝혀진 내용은 원작과 다를 수밖에 없었다고 밝혔다. 그 때문인지 아이카와는 40화 이후 《동의 해신 서의 창해》의 작업에는 참여하지 않았다.

### 방영작품
방영 날짜는 일본 기준
- 달의 그림자 그림자의 바다

- 1장~12장 (제 1화~ 제 12화) 2002년 4월 9일~ 7월 2일
- 종장 (제 13화) 2002년 7월 9일
- 전장 (제 14화) 2002년 7월 15일

- 바람의 바다 미궁의 기슭

- 1장~5장 (제 15화~ 제 19화) 2002년 9월 3일~ 10월 1일
- 종장 (제 20화) 2002년 10월 8일
- 전장 (제 21화) 2002년 10월 15일

- 서간 (제 22화) 2002년 10월 22일
- 바람의 만리 여명의 하늘

- 1장~8장 (제 23화~제 30화) 2002년 10월 29일~12월 17일
- 전장 (제 31화) 2003년 1월 7일
- 9장~15장 (제 32화~제 38화) 2003년 1월 14일~ 3월 4일
- 종장 (제 39화) 2003년 7월 5일

- 승월 (제 40화) 2003년 7월 5일
- 동의 해신 서의 창해

- 1장~3장 (제 41화~43화) 2003년 7월 26일~8월 16일
- 종장 (제 44화) 2003년 8월 23일
- 전장 (제 45화) 2003년 8월 30일

### 등장 캐릭터

#### 달의 그림자 그림자의 바다
캐릭터명 - 성우 (일) / 성우 (한) 순
- 나카지마 요코 - 히사카와 아야/이현선
- 스기모토 유카 - 이시즈 아야 /소연
- 아사노 이쿠야 - 우에다 유지 / 전광주
- 게이키 - 코야스 타케히토 / 김승준
- 아오자루 - 오카노 코스케 / 사성웅
- 라크슌 - 스즈무라 켄이치 / 변현우
- 로쿠타 - 야마구치 캇페이 / 사성웅
- 각왕 - 하시 타카야 / 온영삼
- 코우린 - 사사키 유코 / 조영미
- 죠가쿠 - 후지타 토시코 / 배주영
- 죠에이 - 코야마 마미 / 은미

#### 바람의 바다 미궁의 기슭
- 타이키 - 쿠기미야 리에 / 정소영
- 타카사토 사나메 - 오카노 코스케 / 안용욱
- 하쿠산시 - 카츠키 마사코 / 조영미
- 고우란 - 우에다 유우지 / 변현우
- 요우카 - 유카나 / 김혜주
- 테이에이 - 토요구치 메구미 / 배주영
- 쇼류 - 아이자와 마사키 / 최석필
- 벽안현군 교크요 츠다 쇼코 / 배정민
- 견랑진군 - 이시다 아키라 / 전광주
- 렌린 - 토마 유미 /
- 사쿠 교소우 - 후지와라 케이지 / 홍시호
- 리사이 - 신도 나오미 / 소연
- 경왕 요코 - 히사카와 아야 / 이현선
- 케이키 - 코야스 타케히토 / 김승준
- 스기모토 유카 - 이시즈 아야 /소연
- 타카사토 스구루 - 사카구치 다이스케 / 변현우

#### 바람의 만리 여명의 하늘
- 경왕 요코 - 히사카와 아야 / 이현선
- 케이키 - 코야스 타케히토 / 김승준
- 쇼케이 - 쿠와시마 호우코 / 조영미
- 오오키 스즈 - 와카바야시 나오미 / 소연
- 엔호 - 니시무라 토모미치 / 변현우
- 코우칸 - 노무라 켄지 / 강구한
- 사이보우 - 호리카와 진 /
- 칸타이 - 마츠모토 야스노리 / 김승태
- 코쇼우 - 니시 린타로 / 홍승표
- 셋키 - 노지마 켄지 / 안용욱
- 란교쿠 - 카와카미 토모코 /
- 케이케이 - 치바 치에미 /
- 겟케이 - 타나카 마사히코 / 변현우
- 공왕 슈쇼우 - 야마자미 와카나 / 은미
- 쿄우키 - 오오카와 토오루 / 변현우
- 세이슈 - 히라마츠 아키코 / 배정민
- 리요우 - 타카야마 미나미 / 배정민
- 채왕 코우코 - 스즈키 레이코 /
- 사이린 - 아사노 루리 / 배주영
- 천관장 - 키요카와 모토무 / 최석필
- 하관장 - 사사키 켄 / 이상헌
- 추관장 - 킨게츠 마미 / 배정민
- 아사노 이쿠야 - 우에다 유지 / 전광주
- 세이쿄 - 사사키 세이지 / 사성웅
- 가호우 - 나카타 카즈히로 / 전광주
- 쇼코우 / 쿄우키 - 오오카와 토오루 / 강구한
- 쇼류 - 아이자와 마사키 / 최석필
- 로쿠타 - 야마구치 캇페이 / 사성웅
- 라크슌 - 스즈무라 켄이치 / 변현우

#### 동의 해신 서의 창해
- 쇼류 - 아이자와 마사키 / 최석필
- 로쿠타 - 야마구치 캇페이 / 사성웅
- 코우야 - 이시다 아키라 / 김승준
- 아츠유 - 오오쿠라 마사아키 / 송준석
- 인하쿠타쿠 - 아리모토 킨류 /
- 리비 - 카츠키 마사코 / 배정민
- 쇼코우 - 오오카와 토오루 / 강구한
- 이탄 - 호우키 카츠히사 / 온영삼
- 세이쇼 - 마도노 미츠아키 / 김승태
- 모우센 - 히고 마코토 /
- 경왕 요코 - 히사카와 아야 / 이현선
- 라크슌 - 스즈무라 켄이치 / 변현우

### 스탭
- 원작: 오노 후유미
- 캐릭터 원안 : 야마다 아키히로
- 감독: 코바야시 츠네오
- 각색: 오이카와 쇼 (1화~40화) 후지마 세이야 (41화~45화)
- 음악: 양방언
- 캐릭터 디자인: 타나카 히로토, 쿠스모토 유코
- 컨셉 디자인: 모리키 야스히로, 와카바야시 아츠시(1화~18화), 宮川治雄（5~45화),清水恵子(19·20화·24화~45화)
- 미술감독: 히가시 쥰이치
- 음향감독: 카시와쿠라 츠토무
- 색채설정: 佐藤祐子
- 촬영감독: 松本敦穂
- 오프닝 테마: 《12환몽곡》

작곡·편곡:양방언
- 엔딩 테마: 《월미풍영》

작사:호쿠카와 리에코, 작곡·편곡: 吉良知彦 노래: 아리사카 미카
- 애니메이션 제작: 스튜디오 피에로
- 제작: NHK

## 관련상품

### 책
최초에 출판사 고단샤(講談社)를 통해 출판되었다. 2012년 4월에 신쵸샤(新潮社)로 이적하여 새롭게 단장하고 재발간된다고 발표되었고 같은 해 7월부터 신장판이 출판되고 있다. 2012년 현재 미완결 상태이며 문고본 누적 판매량은 750만 부 이상인 것으로 집계되었다.

#### 목록
- 신쵸 문고

- 마성의 아이 (1991년 9월 25일 신쵸샤)

- 고단샤 X문고판 (한국어판 제목)

- 십이국기 1 달의 그림자 그림자의 바다 ISBN 89-5513-228-X
- 십이국기 2 달의 그림자 그림자의 바다 ISBN 89-5513-229-8
- 십이국기 3 바람의 바다 미궁의 기슭 ISBN 89-5513-230-1
- 십이국기 4 바람의 바다 미궁의 기슭 ISBN 89-5513-231-X
- 십이국기 5 동의 해신 서의 창해 ISBN 89-5513-232-8
- 십이국기 6 바람의 만리 여명의 하늘 ISBN 89-5513-233-6
- 십이국기 7 바람의 만리 여명의 하늘 ISBN 89-5513-234-4
- 십이국기 8 도남의 날개 ISBN 89-5513-235-2
- 십이국기 9 황혼의 물가 새벽의 하늘 ISBN 89-5513-459-2
- 십이국기 10 황혼의 물가 새벽의 하늘 2 ISBN 89-5513-460-6
- 십이국기 11 화서의 꿈 ISBN 89-5513-539-4

- 고단샤 문고판

- 달의 그림자 그림자의 바다 (상)
- 달의 그림자 그림자의 바다 (하)
- 바람의 바다 미궁의 기슭
- 동의 해신 서의 창해
- 바람의 만리 여명의 하늘 (상)
- 바람의 만리 여명의 하늘 (하)
- 도남의 날개

- 황혼의 물가 새벽의 하늘
- 화서의 유몽
- ｜新潮社(신쵸사)｜ yom yom

- 히쇼의 새 (vol.6)
- 락조의 감옥 (vol.12)

#### 한국어판
조은세상에서 2002년부터 고단샤 책을 바탕으로 11권까지 펴냈으나 번역상 문제가 많다는 비판을 받았으며 외전격인 <마성의 아이>의 경우 조은세상이 아닌 한겨레출판사와 북스피어 측에서 연이어 냈고 조은세상에서는 내지 않는 등 원활하지 않은 출판이 이루어졌다. 2014년부터 신쵸샤의 신장판을 바탕으로 문학동네 소속사인 엘릭시르에서 재판을 하기 시작했다.
- 조은세상

- 1,2 달의 그림자 그림자의 바다
- 3,4 바람의 바다 미궁의 기슭
- 5 동의 해신 서의 창해
- 6,7 바람의 만리 여명의 하늘
- 8 도남의 날개
- 9,10 황혼의 물가 새벽의 하늘
- 11 화서의 꿈

- 엘릭시르

- 0 마성의 아이
- 1 달의 그림자 그림자의 바다
- 2 바람의 바다 미궁의 기슭
- 3 동의 해신 서의 창해
- 4 바람의 만리 여명의 하늘 上,下
- 5 히쇼의 새
- 6 도남의 날개
- 7 화서의 꿈
- 8 황혼의 기슭 새벽의 하늘